# Drypetes ivorensis
Drypetes ivorensis là một loài thực vật có hoa trong họ Putranjivaceae. Loài này được Hutch. & Dalziel mô tả khoa học đầu tiên năm 1928.